# Frank Pierson
Frank Romer Pierson (Chappaqua, 25 de maio de 1925 — Los Angeles, 23 de julho de 2012) foi um roteirista e diretor de cinema norte-americano. 
Iniciou sua carreira como roteirista no seriado de televisão Have Gun – Will Travel. Seu primeiro roteiro em cinema foi em Cat Ballou. Em 1976 foi premiado com o Oscar de melhor roteiro original por Dog Day Afternoon. Como diretor trabalhou mais em filmes para a televisão e seriados como Soldier's Girl. Nos últimos anos escreveu episódios de The Good Wife e Mad Men.
Pierson foi presidente da Academia de Artes e Ciências Cinematográficas entre 2001 e 2005.